# Loum (Kamerun)
Loum ist eine Stadt in der Region Littoral in Kamerun. Sie liegt am Fuße des Kupe. Loum ist eine Gemeinde des Départements Moungo mit 47.305 Einwohnern (Schätzung 2012).

## Verkehr
Loum liegt an dem Zusammenschluss der Fernstraßen N5 und N16.

## Bevölkerung
Die Bevölkerungsentwicklung der Stadt:
| Jahr             | Einwohner |
| ---------------- | --------- |
| 1976 (Zensus)    | 26.754    |
| 1987 (Zensus)    | 28.465    |
| 2005 (Zensus)    | 37.537    |
| 2012 (Schätzung) | 47.305    |

## Persönlichkeiten
- Jacques N’Guea (1955–2022), Fußballspieler
- Abraham Kome (* 1969), Bischof von Bafang
- Dorge Kouemaha (* 1983), Fußballspieler